# Medelpad
Medelpad er en lille provins (landskap) i amtet Västernorrlands län i det centrale Sverige. Den største by er Sundsvall. 
- Wikimedia Commons har flere filer relateret til Medelpad

62°36′N 16°15′Ø / 62.6°N 16.25°Ø